# (4097) Tsurugisan
(4097) Tsurugisan est un astéroïde de la ceinture principale.

## Description
(4097) Tsurugisan est un astéroïde de la ceinture principale. Il fut découvert le 18 novembre 1987 à Geisei par Tsutomu Seki. Il présente une orbite caractérisée par un demi-grand axe de 2,24 UA, une excentricité de 0,14 et une inclinaison de 4,0° par rapport à l'écliptique.

## Compléments